# كلايد رورك هوي
كلايد رورك هوي (بالإنجليزية Clyde Roark Hoey) وهو سياسي أمريكي ينتمي إلى الحزب الديمقراطي ولد كلايد رورك هوي في 11 كانون الأول - ديسمبر من سنة 1877 في ولاية كارولينا الشمالية خدم كلايد في مجلسي الكونغرس الأمريكي الأولى خدم في مجلس النواب في الفترة ما بين عامي 1919 إلى عام 1921. والثانية في مجلس الشيوخ الأمريكي من عام 1945 إلى وفاته. شغل كلايد منصب حاكم على ولاية كارولينا الشمالية ما بين عامي 1937 إلى عام 1941 توفي كلايد رورك هوي في 12 أيار - مايو من سنة 1954.